# Deodoro
Deodoro és un barri de la zona oest de la ciutat de Rio de Janeiro, a Brasil.
Deodoro és un barri de classe mitjana, amb un IDH de 0,856 l'any 2000, classificant-se així 50è al rànquing dels barris més desenvolupats de Rio. Els seus barris veïns són Vila Militar, Campo dos Afonsos, Marechal Hermes, Guadalupe i Ricardo de Albuquerque.
El barri és travessat per una línia de ferrocarril, i té una dels més grans estacions ferroviàries de la ciutat. L'estació va ser inaugurada l'any 1859 amb el nom de Sapopemba, abans de prendre el nom de Deodoro en homenatge al primer president de la República dels Estats Units de Brasil, el mariscal Manuel Deodoro da Fonseca.